# Fedderwardergroden
Fedderwardergroden (umgangssprachlich auch F'groden gesprochen und geschrieben) – nicht zu verwechseln mit Fedderwardersiel auf der Halbinsel Butjadingen – ist ein Stadtteil der niedersächsischen Stadt Wilhelmshaven.

## Geographie
Fedderwardergroden grenzt im Norden an Sengwarden, im Nordosten an Voslapp, im Südosten an Rüstersiel, im Süden an Altengroden, im Südwesten an Himmelreich/Coldewei und im Westen an Fedderwarden.

## Bevölkerung

### Entwicklung
Fedderwardergrodens Einwohnerzahl ging seit 1997 von 9606 um 13,4 % auf 8318 am 31. Dezember 2007 zurück. Nach der Innenstadt hat Fedderwardergroden damit den zweithöchsten Einwohnerverlust erlitten. Weitere Verluste lassen die nachfolgenden Jahre feststellen: Im September 2012 zählte man 8274 und im Dezember 2017 8191 Einwohner.
Die Arbeitslosenquote lag am 15. Dezember 2010 mit 11,6 % über dem Wilhelmshavener Durchschnitt von 9,3 %.

### Ausländer- und Migrantenanteil
Mit einem Ausländeranteil von 6,8 % liegt Fedderwardergroden unter dem städtischen Durchschnitt von 9,6 %. Der Anteil der Migranten liegt bei 17,5 % bei einem städtischen Durchschnitt von 21,8 %.

### Besiedlung
Das Nebenzentrum Fedderwardergroden liegt im Norden der Stadt und verfügt über ein vollwertiges Nahversorgungsangebot. Das Zentrum des Stadtteils bilden die Einkaufsstraßen Posener Straße und Preußenstraße. Die Bebauung F ́grodens wird strukturiert durch den „Grünen Ring“, einen begrünten Wassergraben, der das Zentrum des Stadtteils umschließt. Bei einer Fläche des Stadtteils von knapp 289 Hektar beträgt die Einwohnerdichte 28 Einwohner je Hektar.

### Alter
Auffallend ist, dass der Anteil der Minderjährigen in diesem Stadtbezirk höher als der Durchschnitt ist: 15,6 % aller Einwohner in Fedderwardergroden sind minderjährig. Der Altersdurchschnitt (45,0 Jahre) ist niedriger als der der gesamten Stadt, obwohl 22,8 % der Einwohner 65 und älter sind.

### Familienstand und Haushalte
Die Überhand gewinnen hier die ledigen Haushalte: Mit überdurchschnittlichen 43,1 % liegen die Haushalte über denen, in denen verheiratete Paare wohnen (36,3 %). Betrachtet man die Größe der Haushalte, ist es nicht verwunderlich, dass 55 % der Fedderwardergrodener in einem Ein-Personen-Haushalt leben. In diesem Stadtteil leben dennoch 16,6 % mit einem oder mehreren Kindern, was über dem Wilhelmshavener Durchschnitt liegt (14,9 %).

### Einwohnerbewegung
Im Jahr 2017 war zu erkennen, dass die Sterbefälle klar über der Anzahl an Geburten lagen. Es entstand in diesem Jahr eine Differenz von 83 Einwohnern. Jedoch standen in diesem Jahr die Zuzüge (1444) positiv den Fortzügen (1436) gegenüber.

## Geschichte
Der Name bezieht sich auf das nahe Dorf Fedderwarden und den Groden, auf dem der Stadtteil erbaut wurde. Nach Ansicht des Wilhelmshavener Chronisten Edgar Grundig geht der Name auf den Personennamen Feddo, Fedder oder auf den Familiennamen Fedeninga zurück. Die Endung warden meint hingegen den Begriff Wurt oder Warft. Groden sind durch Deichbau und Melioration dem Meer abgerungene Marschlandschaften.
Der Stadtteil Fedderwardergroden wurde während der 1930er Jahre als Großsiedlung für die dienstverpflichteten Marineangehörigen und Werftarbeiter geplant und durch die Organisation Todt, dem u. a. das Stolberg-Aachener Bauunternehmen Robert Grünzig GmbH angehörte, errichtet. Ursprünglich fanden sich auf dem Gebiet des heutigen Stadtteils nur einige Bauernhöfe. Bedingt durch den Zweiten Weltkrieg verzögerte sich der Aufbau, so dass viele Häuser erst in den 1950er bzw. 1960er Jahren fertiggestellt wurden. Eine Besonderheit ist die Verwendung vieler unterschiedlicher Wohnungstypen und Zuordnung eines Ackers zur Selbstversorgung zu jeder Wohnung.
Ein Wilhelmshavener Magazin legte hierzu dar:
Fedderwardergroden wurde auf der „grünen Wiese“ hochgemauert. Die größte Gemeinschaftssiedlung hatte keine Vorbilder und ist heute noch ohne Beispiel. Sie wurde 1936 als „Neue Stadt“ erdacht und ab 1939 als Fedderwardergroden gebaut. Vor mehr als 60 Jahren erlebte das heutige Gebiet Fedderwardergroden Aktivitäten, welche die heutige Vorstellungskraft sprengt. In Wilhelmshaven baute man an einer Stadt für 500.000 Menschen. Nach dem Krieg lebten von 133.000 noch gerade 50.000 Menschen in Wilhelmshaven, 15.000 in 3000 Wohnungen allein in Fedderwardergroden. Die schweren Nachkriegsverhältnisse ließen hier die Bevölkerung zusammenrücken und begünstigte das soziale Leben.

## Fedderwardergroden heute
Heute bietet der Stadtteil ein Geschäftszentrum sowie kleine Ladengruppen innerhalb der Wohngebiete, die zum Einkaufen und gemütlichen „Bummeln“ einladen. Im Stadtteil gibt es neben Kindergärten, Schulen, Kirchen, Spiel- und Sportanlagen ein ringförmiges System von Grünanlagen („Der grüne Ring“), zu dem auch eine mittlere Parkanlage mit kleinem See, dem Plauentief, gehört. Das Gastronomieangebot bietet neben Kneipen und Bistros auch internationale Küche. Kulturangebote wie Theaterbühnen, Lichtspielhäuser, Bibliotheken oder auch Galerien sind indes nicht vorhanden.
Fedderwardergroden wird von zwei städtischen Omnibuslinien der Stadtwerke-Verkehrsgesellschaft Wilhelmshaven mit verschiedenen Haltestellen angefahren und verfügt über einen Anschluss zur Bundesautobahn 29. Die Jade Hochschule, das Reinhard-Nieter-Krankenhaus sowie das Stadtzentrum (und damit auch der Hauptbahnhof) sind ohne Umstieg erreichbar (Posener Str. – Hauptbahnhof etwa 24 min), während gewerbliche Busunternehmen den Personentransport ins nahe Umland sicherstellen.
Gewerbe und somit Arbeitsplätze gibt es vor allem im Bereich Handel und Dienstleistungen. Überregional bekannt ist z. B. der Versandhändler Mindfactory.
Im Rahmen der Gesamtbeschau F'grodens fallen jedoch auch kritische Stimmen ins Gewicht, die eine zunehmende Verwahrlosung des Stadtteils bemängeln und die Wiedereinrichtung des aus dem Stadtteil abgezogenen Polizeikommissariats fordern.

## Kirchen und Glaubensgemeinschaften
In Fedderwardergroden befindet sich
- die evangelisch-lutherische Friedenskirche in der Preußenstraße
- die römisch-katholische Christus-König-Kirche in der Posener Straße
- die neuapostolische Gemeinde Wilhelmshaven in der Salzastraße

Von 1946 bis 1977 gab es in einem umgebauten Bauernhof eine Gemeindearbeit der Wilhelmshavener Evangelisch-Freikirchlichen Gemeinde (Baptisten).
Eine Besonderheit ist ein von der evangelischen und katholischen Kirche gemeinsam genutzter Glockenturm.

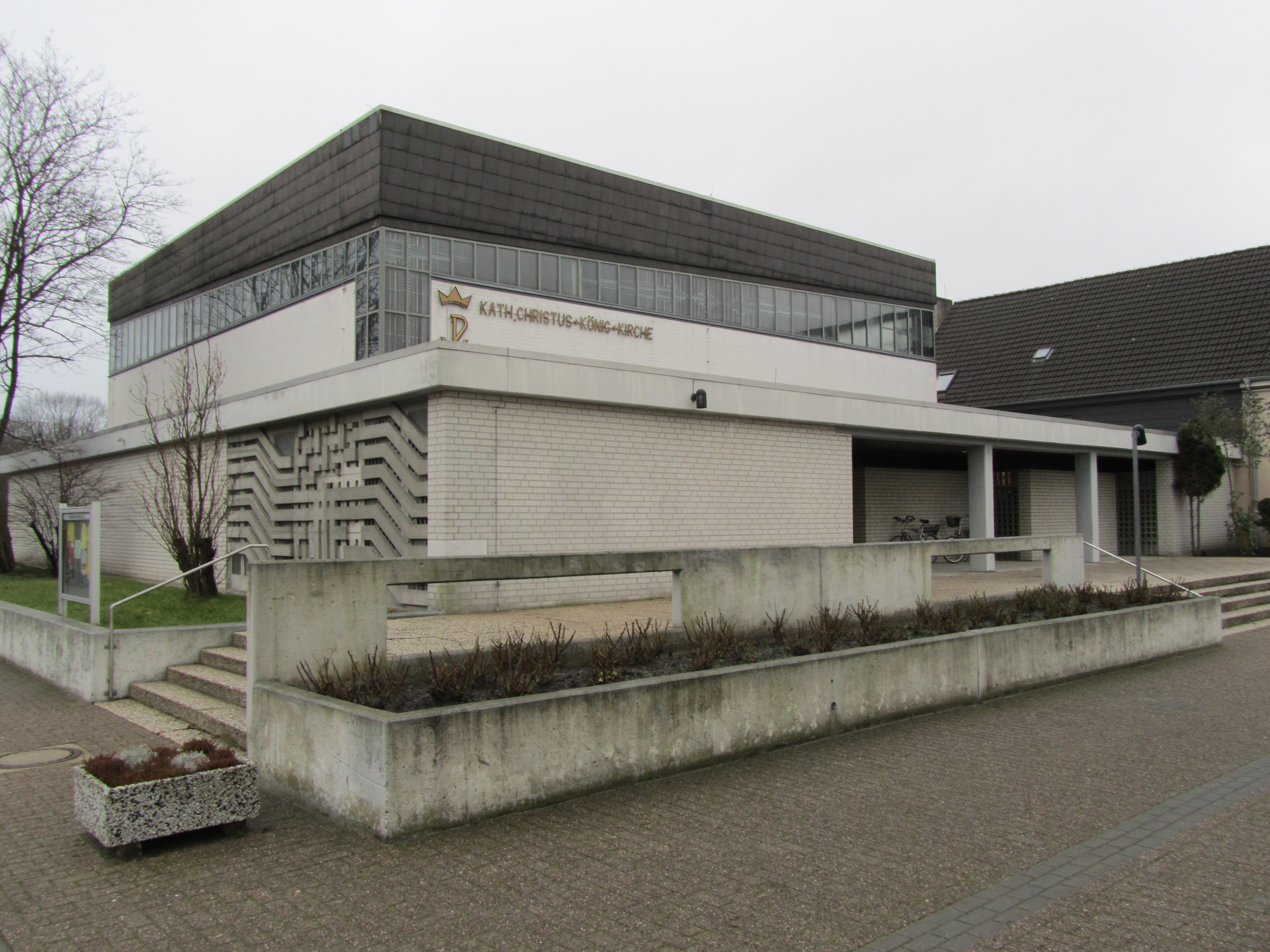
Christus-König-Kirche
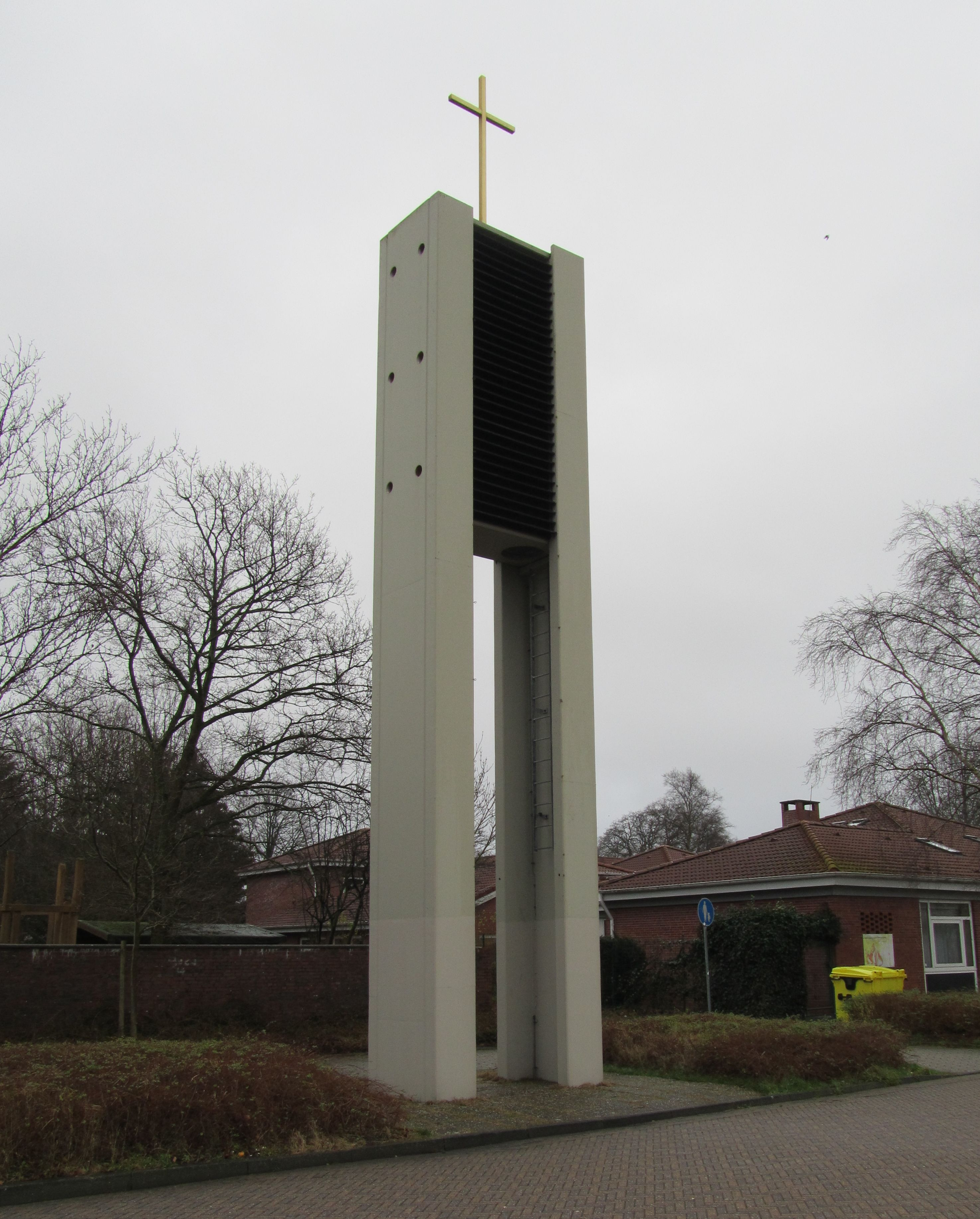
Glockenturm
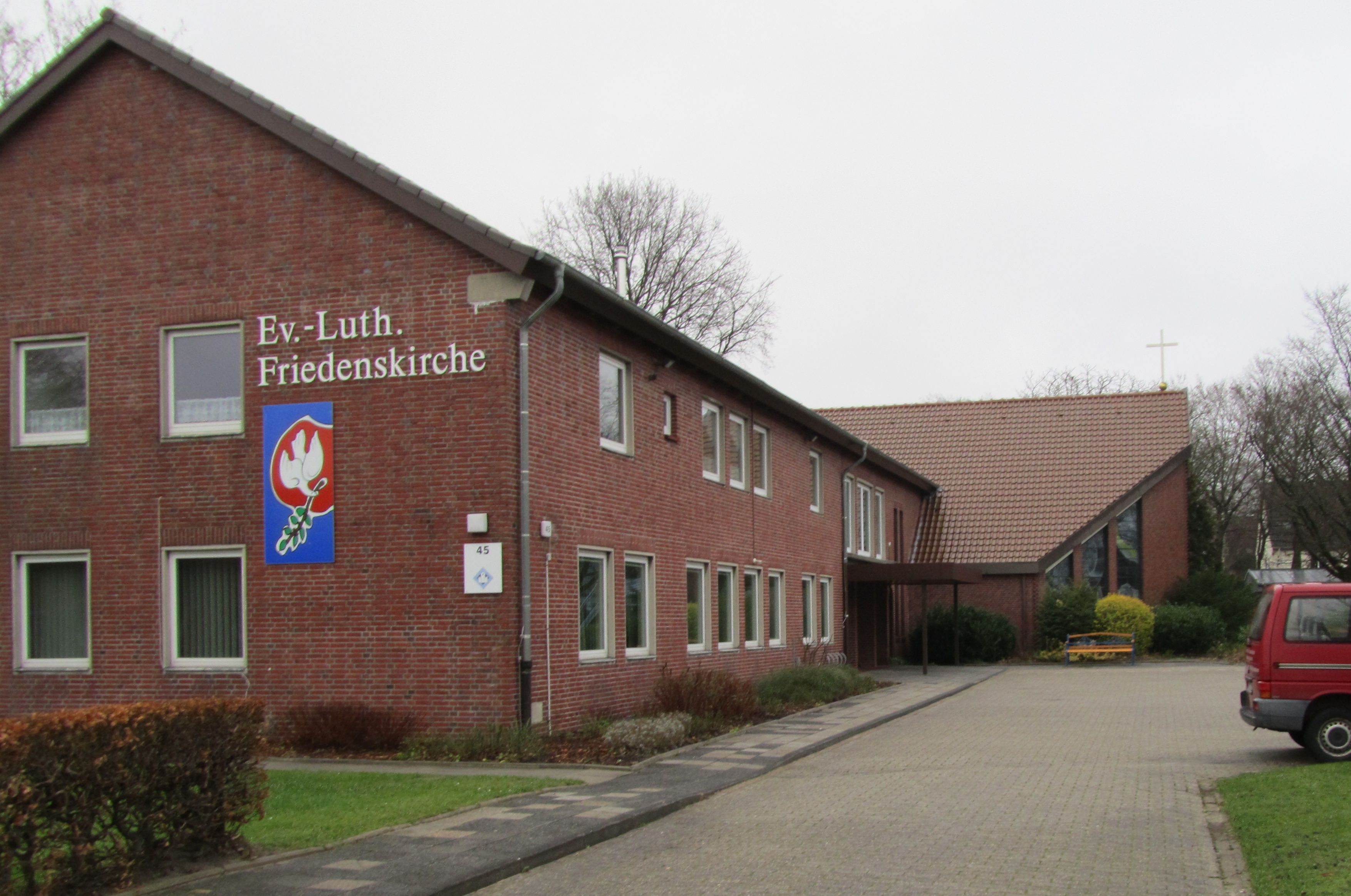
Friedenskirche

## Persönlichkeiten
- Fritz Fabricius (1919–2004), Offizier in der Kriegsmarine und der Luftwaffe der Wehrmacht, Rechtswissenschaftler und Autor juristischer Fachbücher

## Veranstaltungen
- Stadtteilfest F´groden macht Spass im September (mit Unterbrechung in 2008 und 2009)
- Frühlingsfest